# IF (彩音の曲)
「IF」（イフ）は、日本の女性歌手、彩音の22枚目のシングル。2015年12月25日に5pb.Recordsより発売された。

## 概要
- 前作「Headway! Buccaneers/never GIVE up」以来約1年5ヶ月ぶりとなるリリースであり、2014年に唯一リリースされたシングル。
- 表題曲はパチスロ『STEINS;GATE 廻転世界のインダクタンス』に搭載されたオリジナル楽曲となり[1]、STEINS;GATEシリーズのタイアップ曲としては4作目となる。また、彩音にとって2年ぶりの志倉千代丸作詞・作曲によるシングル表題曲である。
- カップリング曲の「未来のリゾルブ」はPlayStation 4用ゲームソフト『新次元ゲイム ネプテューヌVII』のエンディングテーマに起用され、ネプテューヌシリーズのタイアップ曲としては4作目となる。
- ジャケットは、STEINS;GATEシリーズのキャラクターデザインを努めるhukeの描き下ろしとなっている[2]。

## 収録曲
| #         | タイトル                        | 作詞       | 作曲         | 編曲                     | 時間  |
| --------- | ------------------------------- | ---------- | ------------ | ------------------------ | ----- |
| 1.        | 「IF」                          | 志倉千代丸 | 志倉千代丸   | 悠木真一                 | 4:23  |
| 2.        | 「未来へのリゾルブ」            | 彩音       | ミヤハラ信哉 | Heigo Tani・ミヤハラ信哉 | 3:55  |
| 3.        | 「IF」(off vocal)               |            |              |                          | 4:23  |
| 4.        | 「未来へのリゾルブ」(off vocal) |            |              |                          | 3:55  |
| 合計時間: | 合計時間:                       | 合計時間:  | 合計時間:    | 合計時間:                | 16:36 |